# Décrets Beneš
Pour les articles homonymes, voir Benes.
Les décrets du président de la République (dekrety presidenta republiky), plus connus sous le terme de décrets Beneš, sont des décrets promulgués par Edvard Beneš, alors président du Gouvernement en exil tchécoslovaque, en l'absence de ratification par le parlement tchécoslovaque dissous.
Les décrets Beneš, lorsqu’ils sont évoqués, le sont en premier lieu en ce qui concerne l’expropriation et l’expulsion des Allemands des Sudètes et d'une partie des Hongrois de Slovaquie à la fin de la Seconde Guerre mondiale.

## Le contexte
Le président Edvard Beneš est démissionnaire de ses fonctions le 5 octobre 1938 à la suite des accords de Munich et remplacé par Emil Hácha au titre de président de la Tchécoslovaquie avant que le pays ne sombre dans l'anarchie et ne disparaisse. La Slovaquie, sous la houlette de Mgr Tiso déclare son autonomie le 7 octobre avant d'être reconquise, le 9 mars 1939, par les armées tchèques ; elle déclare son indépendance le 14 mars 1939 alors que le Reich s'empare de la Bohême-Moravie transformée en protectorat le 16 mars 1939. 

## Les décrets
C'est en tant que chef du gouvernement tchécoslovaque en exil puis en tant que chef du gouvernement provisoire d'après-guerre qu’Edvard Beneš promulgue ces décrets qui sont, le 5 mars 1946, ratifiés par l'Assemblée nationale provisoire par un acte constitutionnel (57/1946 Sb.).
Les décrets, préparés par le gouvernement en exil et signés par le président, se répartissent en trois catégories :
1. Entre 1940 et 1944, publiés depuis Londres, leur objet est principalement d'établir un gouvernement tchécoslovaque en exil (y compris une armée) et d'en assurer l'organisation ;
2. De 1943 au 5 avril 1945, quand le gouvernement provisoire établit son siège à Košice, leur objet est d'assurer la transition du pouvoir dans les zones libérées du territoire tchécoslovaque par les Alliés et l'organisation du gouvernement tchécoslovaque d'après-guerre ;
3. D'avril 1945 au 26 octobre 1945, date du dernier décret, ils traitent essentiellement de la nationalisation de l'industrie lourde, de la confiscation des biens et de l'expulsion des ressortissants des minorités nationales allemande et hongroise, des collaborateurs, des traîtres et de certaines organisations (dont l'Église catholique romaine qui voit alors ses biens nationalisés).

### Les décrets les plus controversés
- 5/1945 Sb. - Décret du président de la République du 19 mai 1945 sur la non-validité de certaines transactions sur des biens mobiliers et immobiliers durant la période de non-liberté et concernant la tutelle administrative des biens des ressortissants allemands, hongrois, traîtres et collaborateurs de certaines organisations et associations (Dekret presidenta republiky ze dne 19. května 1945 o neplatnosti některých majetkově-právních jednání z doby nesvobody a o národní správě majetkových hodnot Němců, Maďarů, zrádců a kolaborantů a některých organisací a ústavů).
- 12/1945 Sb. - Décret du président de la République du 21 juin 1945 sur la confiscation des biens immobiliers agricoles des Allemands et des Hongrois en tant que traîtres et ennemis des nations tchèque et slovaque (Dekret presidenta republiky ze dne 21. června 1945 o konfiskaci a urychleném rozdělení zemědělského majetku Němců, Maďarů, jakož i zrádců a nepřátel českého a slovenského národa).
- 16/1945 Sb. - Décret du président de la République du 16 juin 1945 sur le châtiment des criminels nazis, des traîtres et de leurs complices et sur les procès populaires extraordinaires (Dekret presidenta republiky ze dne 19. června 1945 o potrestání nacistických zločinců, zrádců a jejich pomahačů a o mimořádných lidových soudech).
- 27/1945 Sb. - Décret du président de la République du 17 juillet 1945 sur l'administration centralisée du peuplement intérieur (Dekret presidenta republiky ze dne 17. července 1945 o jednotném řízení vnitřního osídlení).
- 28/1945 Sb. - Décret du président de la République du 20 juillet 1945 sur le peuplement des terres des Allemands, Hongrois et autres ennemis de l'État par les agriculteurs tchèques, slovaques ou autres slaves[3] (Dekret presidenta republiky ze dne 20. července 1945 o osídlení zemědělské půdy Němců, Maďarů a jiných nepřátel státu českými, slovenskými a jinými slovanskými zemědělci).
- 33/1945 Sb. - Décret constitutionnel du président de la République du 2 août 1945 sur le retrait de la citoyenneté tchécoslovaque des ressortissants des minorités allemande et hongroise[4] (Ústavní dekret presidenta republiky ze dne 2. srpna 1945 o úpravě československého státního občanství osob národnosti německé a maďarské).
- 108/1945 Sb. - Décret du président de la République du 25 octobre 1945 sur la confiscation des biens ennemis et sur les fonds de reconstruction nationale (Dekret presidenta republiky ze dne 25. října 1945 o konfiskaci nepřátelského majetku a Fondech národní obnovy).

### Application et exceptions
Dans les faits, ce sont les municipalités (národní výbor) qui sont chargées d'identifier les citoyens tchécoslovaques de nationalité allemande et hongroise qui sont réunis dans des camps avant de se voir expulsés vers l'Allemagne, l'Autriche et la Hongrie. L'expulsion des Allemands des Sudètes vers l'Allemagne s'étalera sur trois ans, de 1945 à 1947.

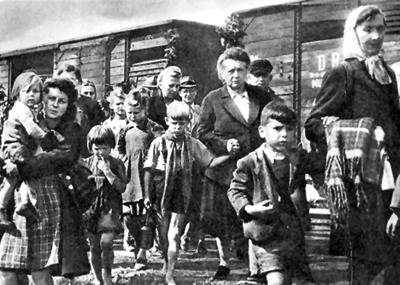
Expulsés allemands sortant d'un convoi.

Au total, ce sont environ 2,6 millions d’Allemands qui sont chassés vers l'Allemagne et l'Autriche, ce qui représente entre le cinquième et le quart de la population totale de la Tchécoslovaquie (du fait de la guerre, les chiffres de la population totale sont peu précis en 1945). Sur les 3,2 millions d'Allemands environ vivant sur le territoire tchécoslovaque avant-guerre, on estime que :
- 2 256 000 sont expulsés « dans les règles » établies par la conférence de Potsdam[5] ;
- 400 000 ont été expulsés de manière « sauvage »[6] ;
- entre 100 000 et 300 000 ont fui vers l'Allemagne l'avancée de l'Armée rouge, suivant l'ordre d'Adolf Hitler du 20 mars 1945 ;
- entre 300 000 et 500 000 sont morts au service de la Wehrmacht[7].

En Slovaquie, près de 400 000 Hongrois de Slovaquie sont expulsés vers la Hongrie. Punition de masse d'une faute collective, l'ire des vaincus d'hier et des vainqueurs du jour ne s'abat que mollement sur les Hongrois. Rappelons qu'à la suite des accords de Munich, la Hongrie de l'amiral Horthy s'empare du tiers sud de la Slovaquie peuplé majoritairement de Hongrois. Cependant contrairement à la Bohême-Moravie passée sous le joug nazi, la Seconde Guerre mondiale marque pour la Slovaquie une période d'indépendance sous le régime clérical-fasciste de Monseigneur Tiso (la première et la seule jusqu'en 1993) et il n'est pas interdit de penser que les Slovaques n'ont pas le même « passif » envers leurs voisins hongrois que les Tchèques avec les Allemands des Sudètes. En 1948, l'expulsion des Hongrois, déjà largement inopérante, est officiellement enterrée. Une importante minorité hongroise (majoritaire dans les territoires frontaliers du sud) vit encore en Slovaquie, ce qui n’est pas le cas des Allemands en République tchèque.
Cela ne se fait pas sans créer un véritable drame humain. Les autorités tchécoslovaques dénombrent 18 816 victimes lors de leur transfert, soit 5 596 homicides, 3 411 suicides, 6 615 décès dans les camps de concentration, 1 481 décès lors des transports, 705 après le transport, 629 en tentant de fuir et 379 décès dont la cause est restée inexpliquée. Selon les travaux bilatéraux d'historiens tchèques et allemands, ce sont entre 19 000 et 30 000 personnes qui meurent lors des déplacements de population civile.
Dans leur application, les décrets se voient amendés. La règle qui veut que soient expulsés tous les citoyens tchécoslovaques de nationalité allemande et hongroise connaît quelques exceptions :
- le regroupement familial et les mariages mixtes : l'amendement ordonne de ne pas séparer les nationaux tchèques de leurs conjoints ou parents de nationalité allemande et hongroise ;
- les « spécialistes » : dans l'intérêt de l'économie, si l'encadrement technique d'une entreprise est assuré par des nationaux allemands, une période de transition est assurée pour permettre la formation d'un encadrement technique tchécoslovaque ;
- les personnes trop âgées pour survivre à une expulsion : en particulier s'il s'agit des parents d'une personne qui a épousé un ou une Tchèque et dont les petits-enfants ont la nationalité tchécoslovaque ; un alinéa précise que ces personnes ne pourront percevoir de pension de l'État tchécoslovaque et qu'elles sont à la charge de leurs enfants ou à leur propre charge ;
- les antifascistes : ceux des nationaux allemands qui ont participé au combat contre le fascisme sont autorisés à rester sur le territoire de la Tchécoslovaquie, considérant qu'ils ont servi leur pays ; dans les faits, cependant, ceux-ci seront « incités » à rejoindre la zone d'occupation soviétique en Allemagne (devenue par la suite la République démocratique allemande).

Pendant la période transitoire (entre la publication des décrets et la fin de l'expulsion des Allemands des Sudètes), les mariages mixtes sont interdits afin d'éviter l'usage du mariage blanc à des fins patrimoniales ou de détournements de la loi.
Au total, on estime que 250 000 nationaux allemands sont restés sur le territoire tchécoslovaque, au titre de leur combat anti-fasciste ou du caractère indispensable de leur qualification.

## Bilan
Ces décrets constituent une politique de nettoyage ethnique en vue d'établir un pays regroupant essentiellement des Tchèques et des Slovaques. Le 16 février 1945, sur les ondes de la BBC, Beneš déclare : « il faut préparer la solution finale (sic) pour nos Allemands et nos Hongrois, car la nouvelle Tchécoslovaquie sera un État national. »[réf. nécessaire] À la suite des accords[réf. nécessaire] passés à Moscou entre Beneš et Staline, acceptés par la direction du Parti communiste tchécoslovaque du 14 au 18 décembre 1943, le gouvernement provisoire tchécoslovaque veut chasser les minorités nationales du pays pour lui donner une plus grande stabilité politique face aux revendications éventuelles de ses voisins.
Même s'ils ne s'y réfèrent pas directement, les défenseurs soulignent qu'ils sont dans la ligne des transferts de population décidés ou entérinés à la conférence de Potsdam entre le 17 juillet et le 2 août 1945 (les décrets présidentiels les précèdent de peu).
Les décrets sont progressifs : d'abord la confiscation des biens des criminels nazis et des « traîtres », puis l'expulsion des populations allemande et hongroise dans leur ensemble. Les Allemands sont considérés comme coupables d'une « faute collective » et traités collectivement de « collaborateurs du régime nazi » via le Parti allemand des Sudètes pro-nazi de Konrad Henlein. Les Hongrois sont taxés d'« irrédentisme. »

### Aujourd’hui
La dénonciation de ces décrets par les partis conservateurs de Bavière et d'Autriche empoisonne les relations germano-tchèques. Ces décrets ont été maintenus par les républiques tchécoslovaques (démocratique, socialiste ou fédérale), tchèque et slovaque qui se sont succédé de 1945 à nos jours.
L'État tchèque ne réclamant pas de dommages de guerre à l'Allemagne vaincue, ceci aura une incidence après la chute du régime communiste. En effet, le nouvel État démocratique décide de restituer les biens confisqués en 1948 par le seul régime communiste, considérant que (légaux ou non) les décrets Beneš ont été le fait d'un gouvernement démocratiquement élu et qu'il n'est pas nécessaire de les « réparer ». Cette décision sera contestée par les Allemands originaires des Sudètes, très actifs politiquement en Bavière notamment, mais le dossier ne sera pas rouvert par l'Allemagne réunifiée.
En revanche, la présence d'une forte minorité hongroise en Slovaquie alimente encore à intervalles réguliers des querelles diplomatiques entre ce pays et la Hongrie.
L'une des conséquences des décrets est que le Liechtenstein n'a reconnu qu'en 2009 la souveraineté de la République tchèque. La cause était un conflit sur des propriétés foncières de la famille princière de Liechtenstein situées en Tchéquie, essentiellement les châteaux de Valtice et de Lednice. Le prince du Liechtenstein affirme avoir été indûment spolié par les décrets. Les liens diplomatiques avec la Slovaquie datent seulement du 10 décembre 2009.
L'héritage ne pollue pas seulement les relations des États héritiers de la Tchécoslovaquie avec leurs voisins mais les affaires intérieures aussi. En République tchèque, le procès concernant la propriété de la Cathédrale Saint-Guy de Prague oppose, plus de dix ans après la transition démocratique, l'Église catholique romaine et l'État tchèque. On ne compte plus non plus, dans ce pays, la longueur et le nombre des procès en restitution de biens, intentés par les descendants de l'ancienne noblesse, propriétaire de biens fonciers confisqués lors des décrets sans toujours vérifier si les propriétaires d'alors, automatiquement considérés comme « austro-hongrois » étaient enregistrés comme « Tchécoslovaques » dans les états civils.